# 白川関右エ門
白川 関右エ門（しらかわ せきえもん、? - 1769年（明和6年）12月20日（旧暦11月23日））は、出羽国（現：秋田県）出身の元大相撲力士。本名は不明。

## 来歴
出羽国（現：秋田県）で生まれ、伊勢ノ海部屋へ入門、1757年（宝暦7年）10月場所において西大関（看板大関）として初土俵を踏む。歴代大関としては雪見山堅太夫に次いで第2代に数えられる。しかし大関としてはこの場所限りで、1758年（宝暦8年）3月場所では一気に西前頭3枚目まで番付を下げ、同年10月場所では二段目に降格、以後は幕内（上段）と二段目を往復する。1761年（宝暦11年）10月場所からは下の名を志賀右エ門（しがえもん、志賀右衛門）と改名している。二段目に陥落してから復帰した後の最高位は、番付が現存しない1768年（明和8年）11月場所（冬場所）を除けば前頭3枚目であった。
1769年（明和6年）11月、稽古場で足指を切ったことによる破傷風により現役中に死去。初土俵の年齢から逆算し、20～30代の若さで没したものと思われる。

## 主な成績
- 通算成績：62勝33敗10休2分6預8無勝負
- 幕内在位：9場所
- 幕内（上段）成績：21勝14敗10休1分5預5無勝負
- 大関在位：1場所
- 大関成績：不明（勝敗記録現存せず）

### 場所別成績
| 1757年 | x                        | 西大関 –               |
| 1758年 | 西前頭3枚目 –            | 西幕下7枚目 –          |
| 1759年 | 西幕下11枚目 –           | x                      |
| 1760年 | x                        | 番付非掲載             |
| 1761年 | x                        | 西幕下4枚目 4–0 1無    |
| 1762年 | 西幕下4枚目 3–4 1無      | x                      |
| 1763年 | 東前頭5枚目 3–3 2預      | 西前頭6枚目 4–2 1分1無 |
| 1764年 | 西前頭4枚目 4–2 1預1無   | 西前頭5枚目 2–4 1預1無 |
| 1765年 | 西幕下筆頭 5–2           | 西幕下3枚目 3–3 1無    |
| 1766年 | 西幕下2枚目 6–1 1預      | 西幕下筆頭 5–2         |
| 1767年 | 西幕下筆頭 6–2           | 西幕下2枚目 5–3 1分    |
| 1768年 | 西前頭3枚目 3–1–2 1預1無 | 西前頭筆頭 5–2 1無     |
| 1769年 | 西幕下筆頭 4–2           | 西前頭4枚目 引退 0–0–8 |
| 各欄の数字は、「勝ち-負け-休場」を示す。 優勝 引退 休場 十両 幕下 三賞：敢=敢闘賞、殊=殊勲賞、技=技能賞 その他：★=金星 番付階級：幕内 - 十両 - 幕下 - 三段目 - 序二段 - 序ノ口 幕内序列：横綱 - 大関 - 関脇 - 小結 - 前頭（「#数字」は各位内の序列） |                          |                        |

- 1760年10月場所までは勝敗記録現存せず。
- この成績表でテンプレートの仕様上「幕下」となっている部分は、番付表の上から二段目であるため、「二段目」と呼ぶ方が正確である。当時は段ごとに力士の地位を待遇差で区別する発想がまだ確立しておらず、二段目以下でも番付表で「前頭」（「同」表記でない）と書かれている部分までは「幕内格」と見るべきだという説がある。